# Philémon et Baucis

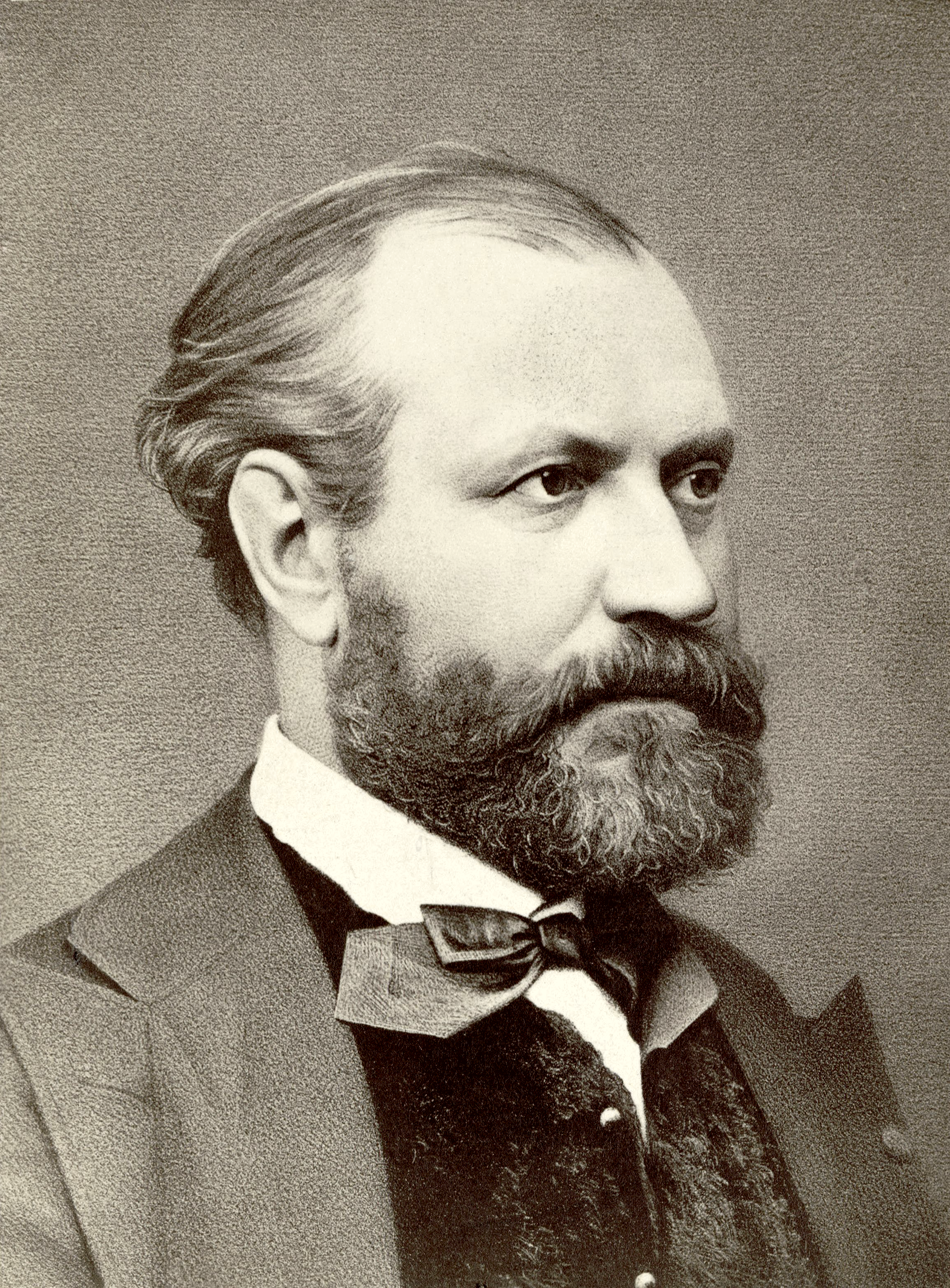
Charles Gounod

Philémon et Baucis (Filemon och Baukis) är en fransk opera i tre akter med musik av Charles Gounod och libretto av Jules Barbier och Michel Carré efter La Fontaines fabel om Filemon och Baukis såsom den berättas av Ovidius i hans Metamorfoser. 

## Historia
Mytologiska komedier låg i luften i Paris sedan Jacques Offenbachs Orfeus i underjorden precis hade avslutat sin första säsong vid tillkomsten av Philémon et Baucis. Ursprungligen var operan tänkt att bestå av två akter och uppföras vid festivalen i Baden-Baden. Men på grund av det Andra italienska frihetskriget 1859 fick operan premiär den 18 februari 1860 på Théâtre Lyrique i Paris. De två akterna utökades till tre men 1876 återgick man till versionen med två akter och har så gjort i framtiden.
Både Gounod och Offenbach skildrar guden Jupiter i samvaro med dödliga människor men hos Gounod skildras det hela mer sentimentalt och moraliserande.
Svensk premiär den 26 mars 1879 på Kungliga Operan i Stockholm.

## Personer
| Roller    | Stämma | Premiärbesättning 3-aktsversion, 18 februari 1860 (Dirigent: Adolphe Deloffre) | Reviderad 2-aktsversion, 16 maj 1876 (Dirigent: Charles Constantin) |
| --------- | ------ | ------------------------------------------------------------------------------ | ------------------------------------------------------------------- |
| Philémon  | tenor  | Froment                                                                        | Charles-Auguste Nicot                                               |
| Baucis    | sopran | Marie Caroline Miolan-Carvalho                                                 | Marguérite Chapuy                                                   |
| Jupiter   | bas    | Charles-Amable Battaille                                                       | Jacques Bouhy                                                       |
| Vulcain   | bas    | Mathieu Emile Balanqué                                                         | Alfred-Auguste Giraudet                                             |
| Bacchante | sopran | Marie Sax                                                                      |                                                                     |

## Handling

### Akt 1
Jupiter kommer till Philémons hydda åtföljd av Vulcain, för att söka skydd från den storm som guden själv har orsakat. Han har anlänt till jorden för att kontrollera Merkurius utlåtande om människornas uselhet. Han finner detta vara sant överallt och är glad att möta en vänligt välkomnande vid Philémons dörr. Denna värdige gamle man lever i fattigdom men förnöjsamhet med sin hustru Baucis som han har varit gift med i över 60 år. Jupiter, som ser att det gamla paret utgör ett undantag från utlåtandet, beslutar sig för att skona dem och bara straffa de onda människorna. Gudarna deltar i det enkla folkets måltid. Jupiter, som förvandlar mjölken till vin, känns igen av Baucis som förfäras därav. Men Jupiter lunar henne och lovar att uppfylla hennes enda önskan vilken är att bli ung på nytt med sin make och leva om samma liv. Guden försänker dem i sömn. Här följer ett intermezzo.
Frygierna vilar ut efter en fest, backanter rusar in och vilda orgier stormar. De gudomliga hånas och njutningen hyllas som en ende guden. Vulcain kommer med bud från Jupiter om varning men de skrattar ut honom, hånar Olympen och gudarna. Jupiter själv uppenbarar sig för att straffa syndarna och en storm rasar som förstör allting.

### Akt 2
Philémons hydda har förvandlats till ett palats; han vaknar och finner både sig själv och hustrun vara unga på nytt. Jupiter som noterar Baucis skönhet ger Vulcain order att hålla Philémon borta medan han förför henne. Baucis är fast besluten att vara trogen Philémon men smickras av gudens uppvaktning, och vågar inte neka honom en kyss. Philémon ser detta och förebrår häftigt henne och hans gäst; då Baucis avslöjar vem gästen är lugnar detta inte honom. Han har inga avsikter att dela sin hustru, inte ens med en gud. Parets första gräl äger rum och Vulcain åhör det hela. Han tröstar sig med att han inte är den enda som har en bråkig hustru. Philémon förbannar bittert Jupiters gåva; han önskar återvända till sitt forna jag. Han välter omkull statyn av guden och lämnar hustrun. Baucis återställer statyn, som är gjord av brons, och ångrar sitt beteende mot maken. Jupiter finner henne gråtande med önskan att gudarnas ska rikta sin vrede mot henne endast. Guden lovar att skona dem båda om hon är beredd att lyssna på hans känslor. Hon går med på detta om Jupiter lovar henne en sak. Han lovar detta och hon önskar då att bli gammal igen. Philémon, som har lyssnar bakom dörren, rusar fram för att omfamna henne. Jupiter blir först upprörd men deras kärlek veknar hans sinne. Han välsignar dem och lovar att aldrig mer sätta hinder i vägen för deras lycka.